# Pomáda: Živě
Pomáda: Živě (v originále Grease: Live) je televizní adaptace muzikálu Pomáda, která se živě vysílala ve Spojených státech dne 31. ledna 2016 na stanici Fox. Tuto adaptaci produkoval Marc Platt, režíroval Thomas Kail a hlavní role ztvárnili Aaron Tveit, Julianne Hough a Vanessa Hudgens. V Česku byl záznam poprvé uveden 20. srpna 2016 na programu HBO2.
Televizní adaptace vznikla po vzoru dalších živě vysílaných muzikál, které produkovala společnost NBC. Do tohoto uvedení byly začleněny prvky a písně jednak z původní divadelní verze muzikálu a také ze stejnojmenného filmu a byly přidány i nové písně. Aby se zachovala atmosféra divadelního představení bylo součástí scén hlediště pro diváky. Muzikál se přenášel z prostor studií Warner Bros.
Tomuto ztvárnění se dostalo příznivých ohlasů u kritiků, zvláště chválili celkovou atmosféru a styl ztvárnění a také výkon Vanessy Hudgens v roli Rizzo. Herečka si zachovala profesionalitu a vystoupila, i když jí noc před vysíláním zemřel otec na rakovinu.

## Obsazení

### Hlavní role
- Aaron Tveit jako Danny Zuko
- Julianne Hough jako Sandy Young
- Vanessa Hudgens jako Rizzo
- Carlos Pena mladší jako Kenickie
- Carly Rae Jepsenová jako Frenchy
- Keke Palmer jako Marty
- Kether Donohue jako Jan
- David Del Rio jako Putzie
- Jordan Fisher jako Doody
- Andrew Call jako Sonny
- Mario Lopez jako Vince Fontaine
- Wendell Pierce jako trenér Calhoun
- Ana Gasteyer jako ředitelka McGee
- Didi Conn jako Vi
- Eve Plumb jako paní Murdocková
- Barry Pearl jako pan Weaver
- Jessie J jako zpěvačka
- Boyz II Men jako andílci
- Yvette Gonzalez-Nacer jako Cha-Cha
- Elle McLemore jako Patty Simcox
- Joe Jonas jako Johnny Casino
- DNCE jako skupina The Gamblers
- Noah Robbins jako Eugene
- Sam Clark jako Leo
- Jon Robert Hall jako Tom Chisum
- Haneefah Wood jako Blanche
- Jeremy Hudson jako Ernie
- Jeannie Klisiewicz jako maskérka
- Cailan Rose jako Cindy

### Tanečníci
- Nick Baga
- Christina Linehan
- Carly Bracco
- Karen Chuang
- Janaya French
- Courtney Galiano
- Marko Germar
- Gregory Haney
- Harley Jay
- Chris Meissner
- KC Monnie
- Tiana Okoye
- Haylee Roderick
- Kayla Parker
- Jovanni Ortiz
- Dominic Pierson
- Brooke Shepherd
- Ade Chike Torbert
- Skyler Wright

## Hudební čísla

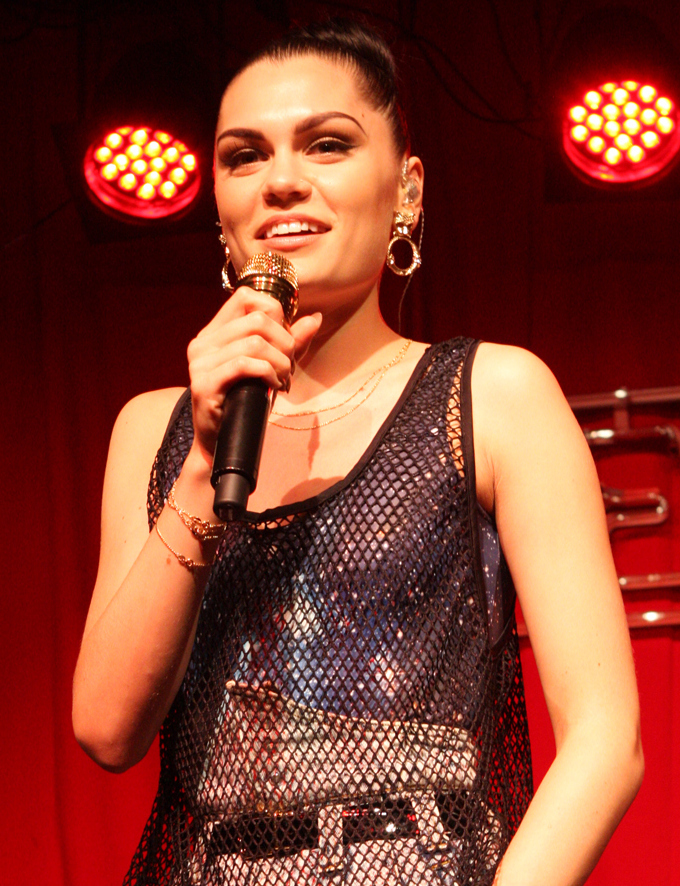
Jessie J zpívala úvodní píseň

- „Grease (Is the Word)" – Jessie J a tanečníci
- „Summer Nights" – Sandy, Danny, Pink Ladies a T-Birds
- „Freddy, My Love" – Marty a Pink Ladies
- „Look at Me, I'm Sandra Dee" – Rizzo a Pink Ladies
- „Look At Me, I'm Sandra Dee" (reprise) – Sandy
- „Greased Lightning" – Danny, Kenickie a T-Birds
- „Those Magic Changes" – Doody, Danny a tanečníci
- „All I Need Is an Angel" – Frenchy
- „Beauty School Dropout" – andílci a tanečníci
- „Born to Hand Jive" – tanečníci
- „Hopelessly Devoted to You" – Sandy
- „Sandy" – Danny
- „There Are Worse Things I Could Do" – Rizzo
- „Look At Me, I'm Sandra Dee (re-reprise)" – Sandy
- „You're the One That I Want" – Sandy, Danny a tanečníci
- „We Go Together" – Sandy, Danny a tanečníci